# Festival international de la télévision d'Édimbourg
Pour l’article homonyme, voir Festival international d'Édimbourg.
Le Festival international de la télévision d'Édimbourg (Edinburgh International Television Festival) est créé en 1976 et se déroule tous les ans, en août à l'Edinburgh International Conference Centre. Il est réservé essentiellement aux professionnels de la télévision et ne comporte pas de section pour le public.
Il est aussi connu pour le James MacTaggart Memorial Lecture.